# Rybnice
Rybnice (en allemand : Ribnitz) est une commune du district de Plzeň-Nord, dans la région de Plzeň, en République tchèque. Sa population s'élevait à 595 habitants en 2022.

## Géographie
Rybnice se trouve à 19 km au nord de Plzeň et à 79 km à l'ouest-sud-ouest de Prague.
La commune est limitée par Plasy à l'ouest, au nord et au nord-est, et par Kaznějov au sud-est et au sud.

## Histoire
La première mention écrite de la localité date de 1193.

## Galerie

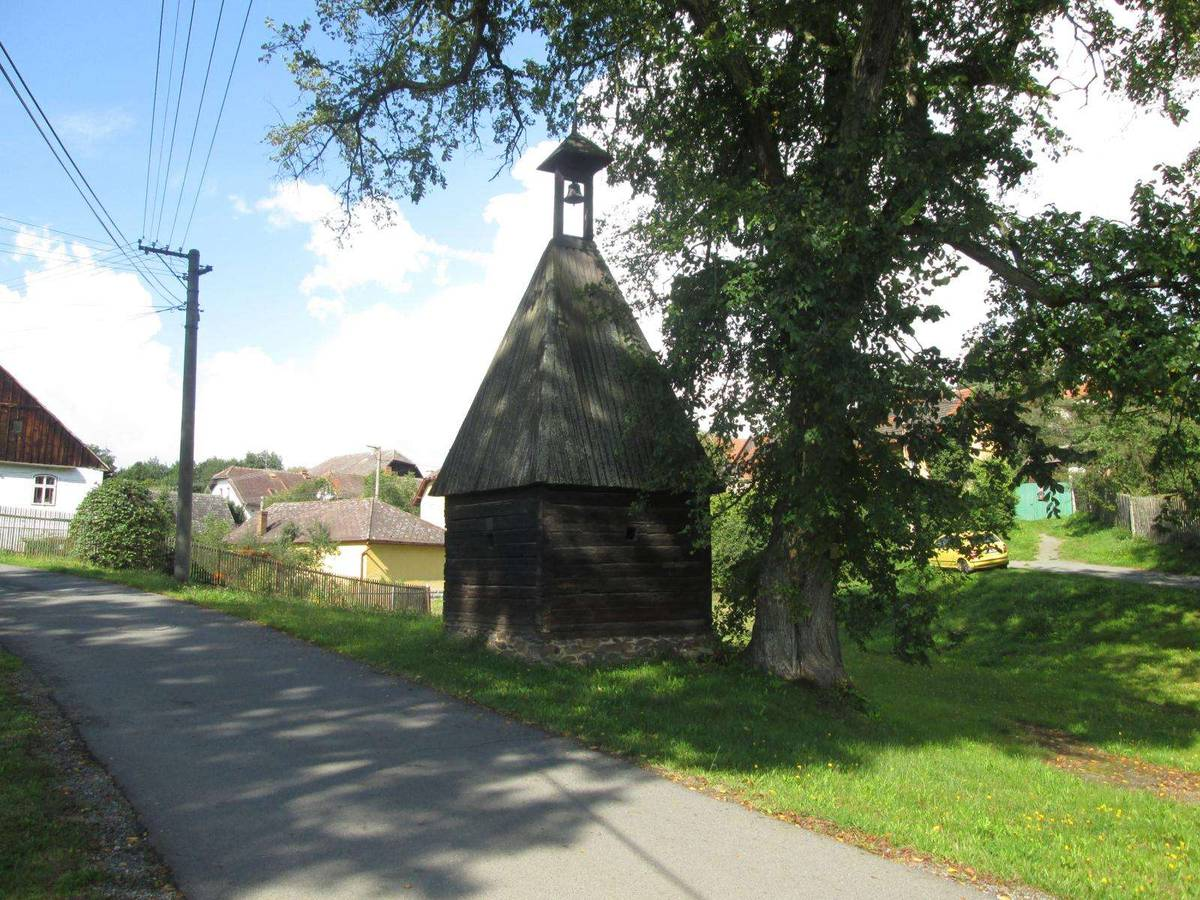
Clocher-tour en bois.
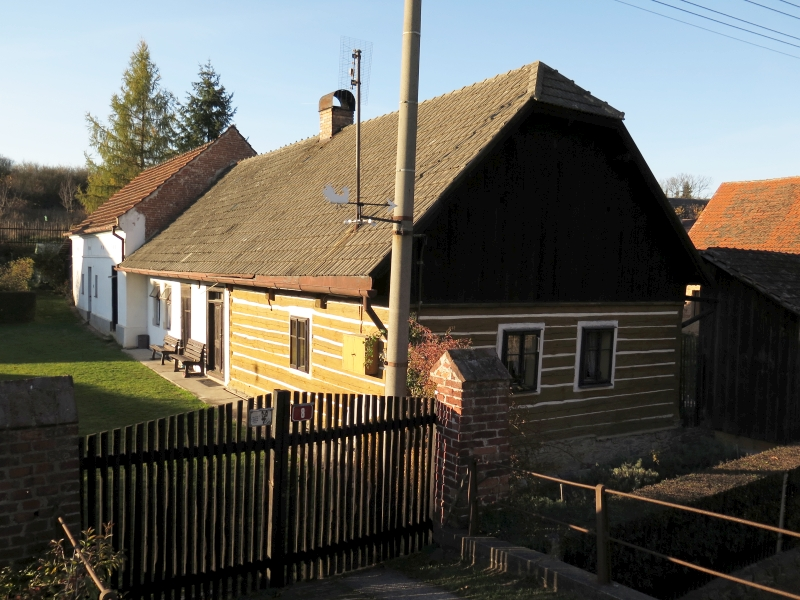
Maison à Rybnice.

## Transports
Par la route, Rybnice se trouve à 2 km de Kaznějov, à 20 km de Plzeň et à 102 km de Prague. 